# Manuel Marco y Rodrigo
Manuel Marco Rodrigo, más conocido como Marco de Bello (Bello, 1810 - Caminreal, 1885) fue comandante general de los carlistas aragoneses y una destacada figura del tradicionalismo en la región.

## Biografía

### Primera guerra carlista
Sobrino del cardenal Juan Francisco Marco Catalán, desde muy joven se sintió atraído por las ideas tradicionalistas. Cuando estalló la primera guerra carlista era estudiante, y poco después, al enterarse en 1835 de la muerte de un tío suyo que peleaba contra los liberales, decidió alistarse en las filas carlistas, propósito que no llevó a cabo por impedírselo su familia, pero, al año siguiente, reunió a varios muchachos del pueblo y con ellos fue a incorporarse a la partida de Juan Cabañero, de quien se hizo apreciar por su labor.
Después de haberse distinguido en varias acciones y de haber recibido algunas heridas, ascendió a capitán de cazadores con grado de comandante. Intervino asaltando las murallas de Zaragoza en la jornada del Cinco de Marzo.
Cuando los carlistas abandonaron la capital de Aragón, quedó sólo Marco con su compañía, y al querer seguir a aquellos perdió 80 hombres de los 130 que llevaba, y él mismo fue herido levemente.
Asistió también al sitio de Morella, acompañó más tarde a Cabañero a las Vascongadas, y en octubre de 1838 fue hecho prisionero, después de haber recibido una herida en un ojo, y estuvo varias veces a punto de ser fusilado. Trasladado a Logroño, recobró la libertad al firmarse el convenio de Vergara, que no quiso reconocer, negándose igualmente a ingresar en el ejército isabelino.

### Conspiración carlista
Tomó parte en el movimiento de 1855, y al fracasar aquel se refugió en Oporto, pasando más tarde a Londres y después a París, hasta que un indulto le permitió volver a su patria.
Aunque en apariencia vivía retraído, no dejaba de trabajar por la causa carlista, y así, al ocurrir los sucesos de San Carlos de la Rápita en 1860, se encontró en ellos, pero no fue molestado porque las autoridades no se enteraron de su intervención.
En 1868 asistió a una reunión de carlistas celebrada en Londres, y después del destronamiento de Isabel II se trasladó a Francia.

### Tercera guerra carlista
En 1872, siendo ya general, tomó parte activa en la tercera guerra carlista, pero fue derrotado y herido en Cantavieja. Poco después reunió 600 hombres en las inmediaciones de Calamocha, y recorriendo las provincias de Teruel, Zaragoza y Guadalajara, consiguió que le siguiesen hasta 4.000, que fueron aumentando en sucesivas correrías.
Estableció su cuartel en Aragón, donde organizó la administración y el cobro de las contribuciones, fundó un colegio de cadetes, pero, derrotado en Checa por el general liberal Navarro, hubo de refugiarse en Calatayud, de donde también huyó al enterarse de que era perseguido de cerca.
Sorprendido en Caspe, hubo de escapar y perdió 200 hombres en la fuga, reorganizando luego sus fuerzas en Villarluengo para concurrir al ataque de Teruel, y, a pesar del valor y de la tenacidad que empleó en ello, fracasó la empresa, como él había anunciado, por lo que se le procesó. Posteriormente tuvo mandos de importancia en el ejército carlista, pero no se conoce ningún otro hecho notable de él.

#### Acusaciones de cobardía
Según afirmaría en 1888 Benito Fontcuberta, director de El Semanario de Tortosa (periódico afecto a Nocedal), durante la campaña el General Marco llegó a ser destituido del mando por orden de Don Alfonso de Borbón y Austria-Este leída al Ejército Real del Centro, y procesado como cobarde. Estando postergado en Horta, Marco habría dicho personalmente a Fontcuberta: 

¡Que Dios me perdone y ustedes me dispensen por lo que voy a decir! Nosotros en el asunto de nuestra causa seremos más omnipotentes que Dios, pues el Señor tiene empeño de que ganemos, y nosotros parece nos hemos propuesto hacerle la contra a Dios, según lo descabellado de nuestro proceder; y ténganlo ustedes por seguro: no ganaremos.